# Distrito de Greiz
El Distrito de Greiz (en alemán: Landkreis Greiz) es un Landkreis (distrito rural) en la parte oriental del estado federal de Turingia (Alemania) con la capital del distrito Greiz.

## Geografía
Los distritos y territorios que limitan al sur (kreisfreie Stadt) son la ciudad de Gera, al noroeste el Distrito de la Comarca de Altemburgo, al este el distrito de Sajonia denominado distrito de la Comarca de Zwickau, al sur con Vogtland y al oeste el distrito de Saale-Orla así como el distrito de Saale-Holzland. Al sur el territorio pertenece al Thüringer Schiefergebirge, mientras que al norte conecta con el Leipziger Tieflandsbucht (Saale-Elster-Sandsteinplatte). Los ríos más importantes son el Weiße Elster y su afluenete Weida.

## Composición del distrito
(Habitantes a 30 de junio de 2006)

### Municipios/Ciudades
| *erfüllende Gemeinde für weitere Gemeinden 1. Bad Köstritz, ciudad * (3.907) 2. Berga/Elster, ciudad (3.815) 3. Greiz, ciudad * (23.583) 4. Harth-Pöllnitz (3.328) 5. Kraftsdorf (4.284) 6. Langenwetzendorf (3.720) 7. Mohlsdorf (2.995) 8. Ronneburg, ciudad (5.472) 9. Teichwolframsdorf (2.630) 10. Vogtländisches Oberland (3.115) 11. Weida, ciudad * (8.279) 12. Wünschendorf/Elster (3.234) 13. Zeulenroda-Triebes, ciudad * (17.360) | (Städte in Klammern sind erfüllende Gemeinden): 1. Caaschwitz Ciudad (717) 2. Crimla (ciudad Weida) (317) 3. Hartmannsdorf (411) 4. Langenwolschendorf (Stadt Zeulenroda-Triebes) (915) 5. Neumühle/Elster, ciudad (454) 6. Weißendorf, ciudad (360) |

### Agrupación administrativas
*Ubicación de la administración

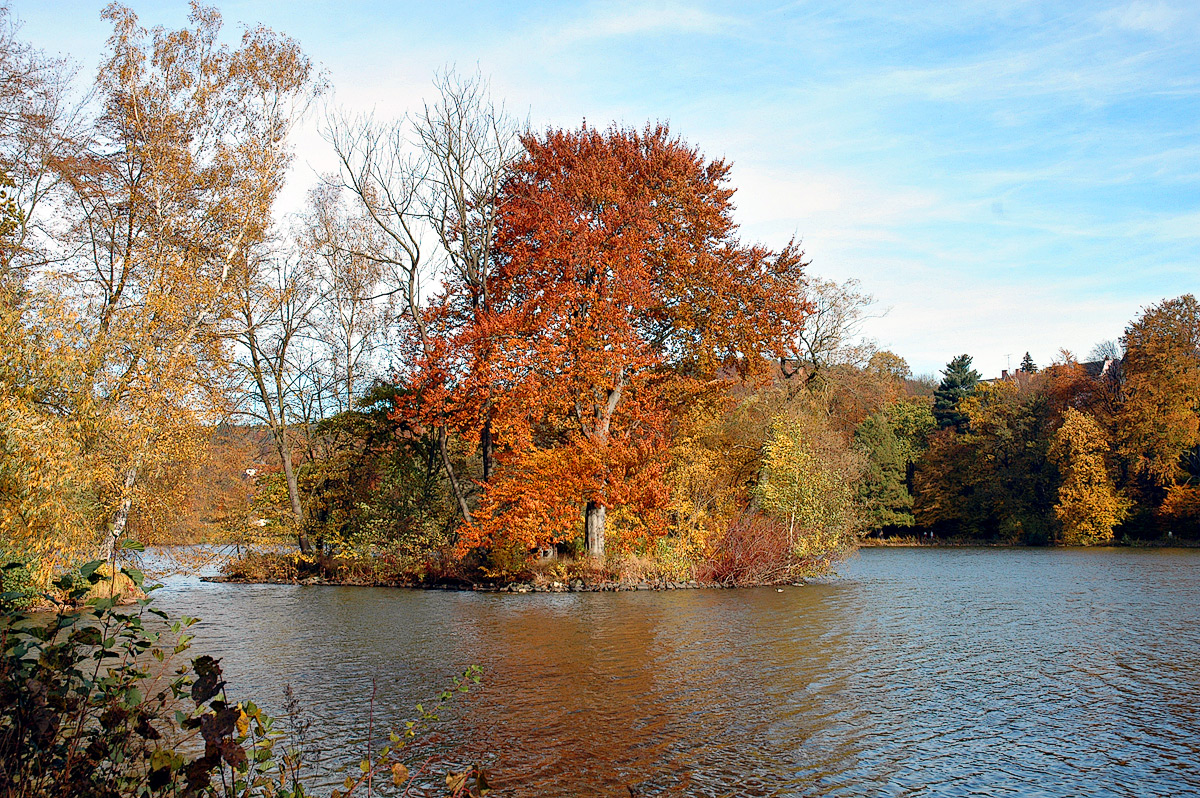
Greiz.

| 1. Verwaltungsgemeinschaft Am Brahmetal (5.248) 1. Bethenhausen (266) 2. Brahmenau (1.068) 3. Großenstein * (1.401) 4. Hirschfeld (141) 5. Korbußen (499) 6. Pölzig (1.322) 7. Reichstädt (393) 8. Schwaara (158) 2. Verwaltungsgemeinschaft Auma-Weidatal (4.762) 1. Auma, ciudad * (3.199) 2. Braunsdorf (245) 3. Göhren-Döhlen (131) 4. Merkendorf (321) 5. Silberfeld (112) 6. Staitz (324) 7. Wiebelsdorf (275) 8. Zadelsdorf (155) 3. Verwaltungsgemeinschaft Ländereck (5.129) 1. Braunichswalde (683) 2. Endschütz (378) 3. Gauern (143) 4. Hilbersdorf (232) 5. Kauern (449) 6. Linda b. Weida (479) 7. Paitzdorf (441) 8. Rückersdorf (830) 9. Seelingstädt * (1.494) | 1. Verwaltungsgemeinschaft Leubatal (4.725) 1. Hain (70) 2. Hohenleuben, ciudad * (1.795) 3. Hohenölsen (688) 4. Kühdorf (75) 5. Lunzig (176) 6. Neugernsdorf (162) 7. Schömberg (116) 8. Steinsdorf (816) 9. Teichwitz (118) 10. Wildetaube (709) 2. Verwaltungsgemeinschaft Münchenbernsdorf (6.659) 1. Bocka (545) 2. Hundhaupten (389) 3. Lederhose (295) 4. Lindenkreuz (504) 5. Münchenbernsdorf, ciudad * (3.304) 6. Saara (661) 7. Schwarzbach (250) 8. Zedlitz (711) |